# Sant Martí de Forques

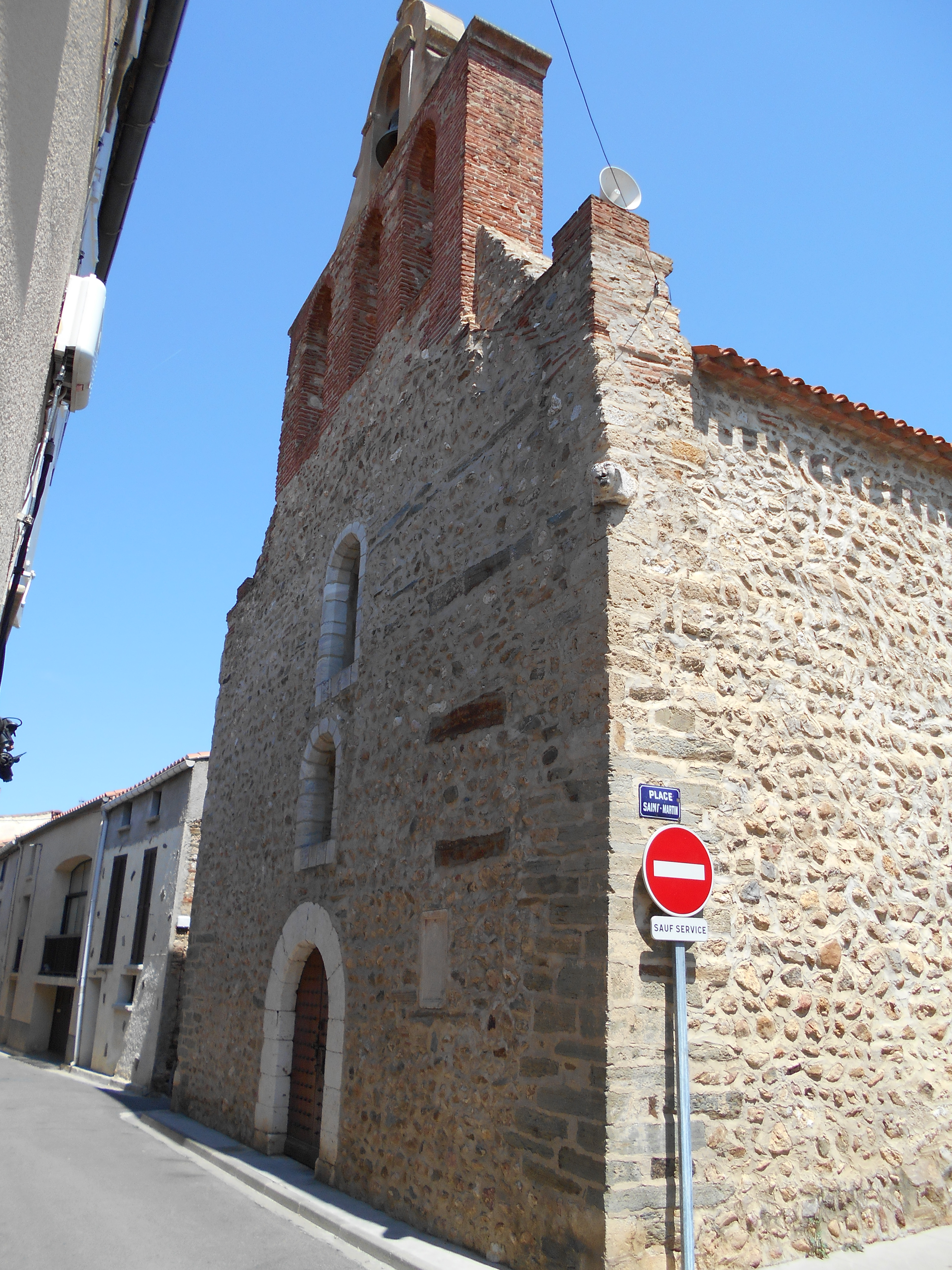
Façana de ponent de l'església

Sant Martí de Forques és l'església parroquial del poble rossellonès de Forques, a la subcomarca dels Aspres (Catalunya del Nord).
Està situada a la zona meridional del nucli antic del poble, a prop del que n'era el seu accés des del sud.

## Història

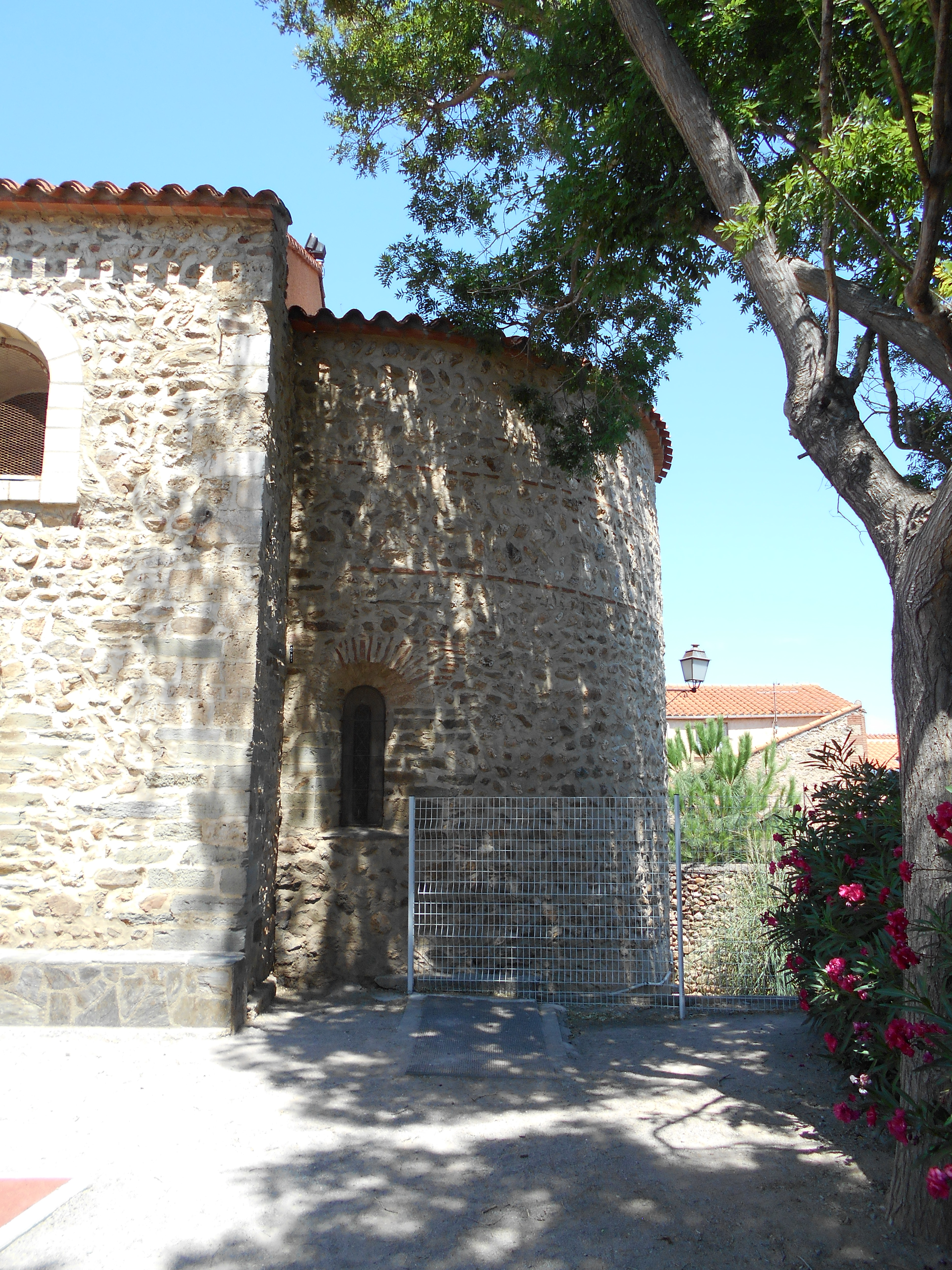
Absis de l'església

Ell lloc de Forques és documentat des del 844, però la primera referència de l'església de Sant Martí és del 994. L'any 1074, en una venda d'un alou s'especifica que l'alou és en territori de Sant Martí de Forques. El primer clergue titular de l'església, Guillem Gerard, descendent dels que actuen en la venda del 1704, Bernat i Oliba Giralt o Gerard, era enterrat a l'església, i la seva làpida sepulcral es conserva actualment encastada en la façana de ponent.
Inicialment bastida en estil romànic, va ser molt modificada entre els segles XIII i XVI.

## Descripció

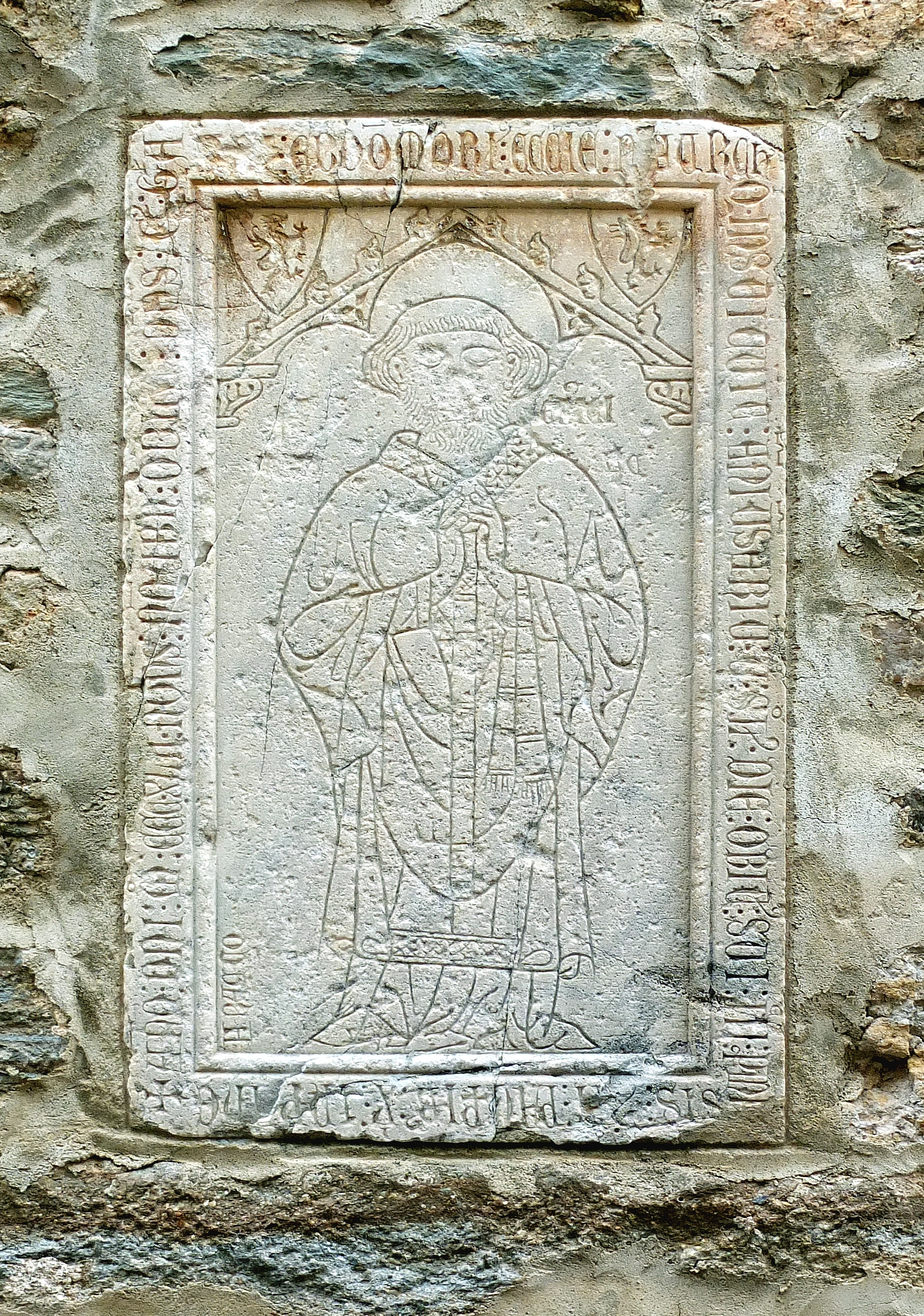
Làpida sepulcral de Guillem Gerard (+ 1342)

Es tracta d'un edifici de nau única, amb arcs dobles a la cintra, apuntats i construïts amb rajols. La capçalera és a llevant, formada per un absis de planta semicircular. La major part de l'edifici actual és del període comprès entre els segles XIV i XVI, però en diversos llocs del temple es veuen pervivències del temple romànic.
A la façana, a la dreta del portal, hi ha la làpida sepulcral de Guillem Gerard, beneficiari de la parròquia, mort el 1342, esculpida amb la seva efígie. De la decoració interior es poden esmentar una pica baptismal feta de marbre blanc datable als segles xii i xiii, diversos retaules barrocs dels segles xvii i XVIII, dedicats al Crist, la Passió i la Mare de Déu; el de l'altar major és una obra del 1688 de l'escultor perpinyanenc Francesc Negre, i el seu tabernacle és del taller del carcassonenc Joan Jaume Melair. A la sagristia es pot admirar una font del segle xvi en marbre.

## Bibliografia

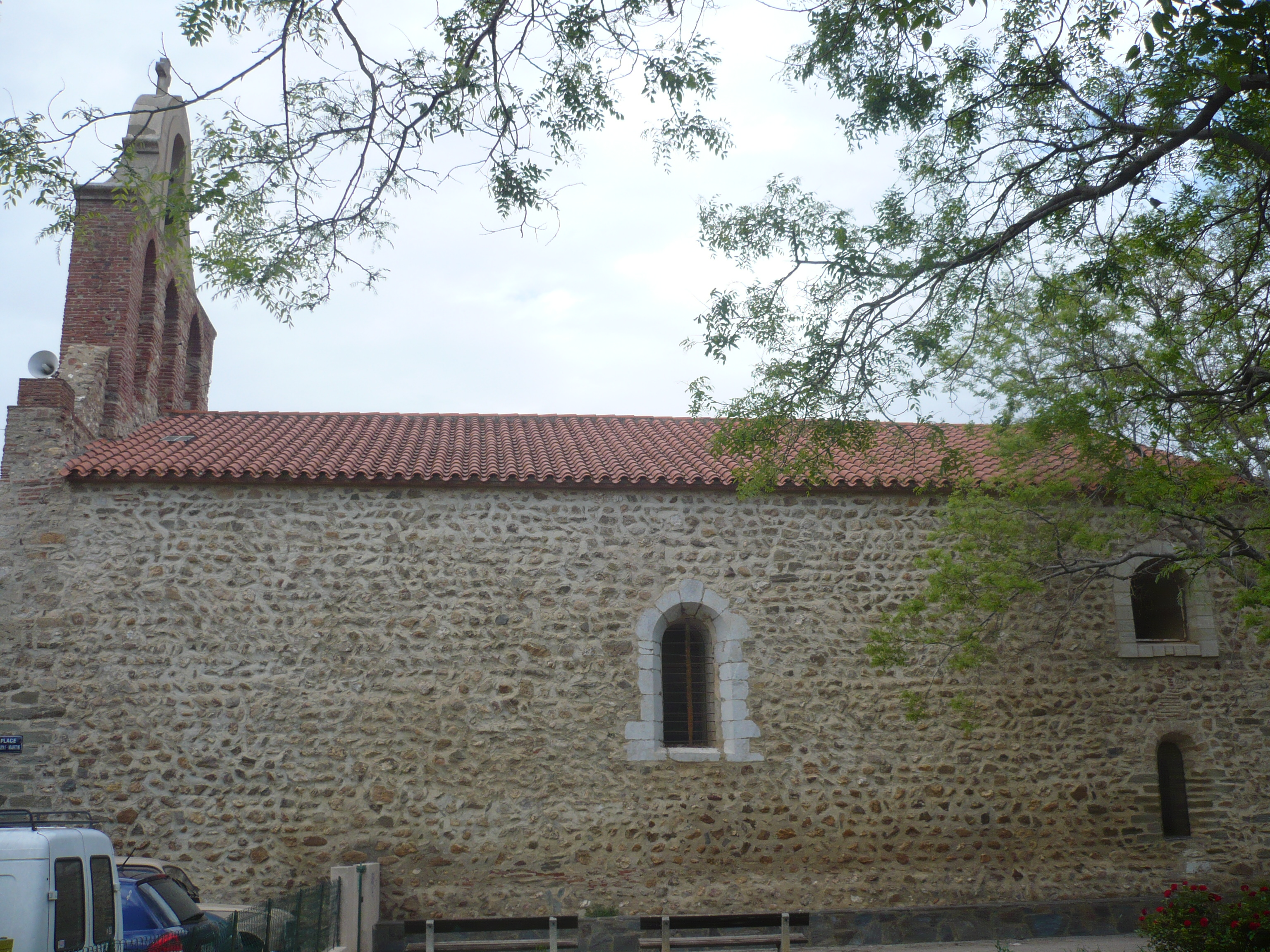
Façana meridional de l'església